# Rod Paradot

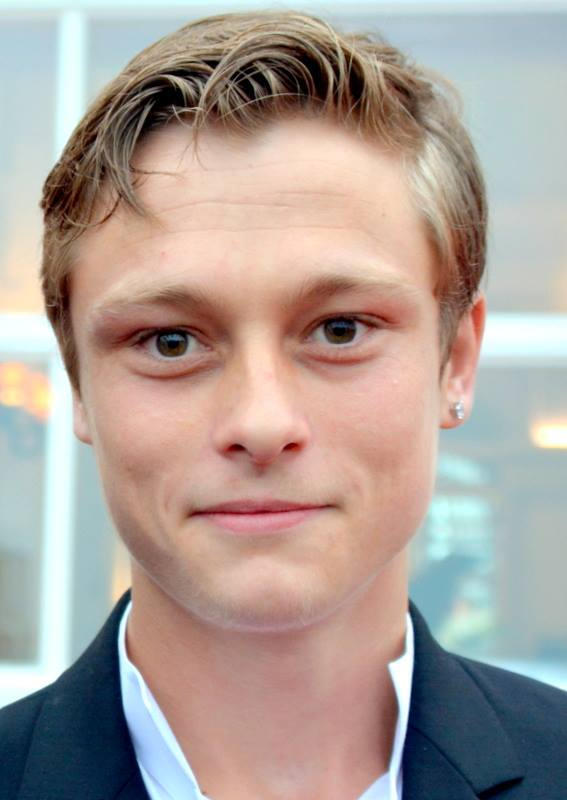
Rod Paradot (2015)

Rod Paradot (* 1996 in Stains) ist ein französischer Filmschauspieler. 

## Leben
Paradot wurde 1996 als einziger Sohn eines Klempners und einer Hausangestellten geboren.
Im Jahr 2014 erhielt der damals 18-Jährige von Emmanuelle Bercot die Hauptrolle im Film La tête haute. Paradot spielt im Film den gewaltbereiten und verhaltensauffälligen Jugendlichen Malony, den ein Jugendrichter und ein Erzieher vor sich selbst zu retten versuchen. La tête haute wurde beim César 2016 als Bester Film nominiert und Paradot selbst als Bester Nachwuchsdarsteller ausgezeichnet. Paradot erhielt für seine Rolle ebenfalls beim Prix Lumières 2016 eine Auszeichnung als Bester Nachwuchsdarsteller.
Paradot präsentierte beim César 2017 die Nominierten in der Kategorie Bester Nachwuchsdarsteller und überreichte den Preis an Niels Schneider.

## Filmografie (Auswahl)
- 2015: La tête haute
- 2017: Arborg (Kurzfilm)
- 2017: Luna

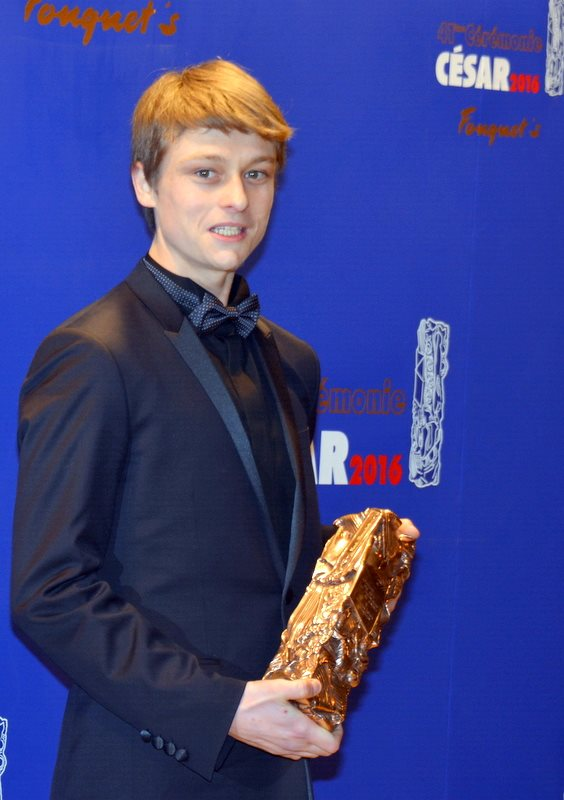
Paradot bei der Auszeichnung mit dem César 2016

- 2018: Aux animaux la guerre (TV-Serie, 6 Folgen)
- 2018: Ad Vitam – In alle Ewigkeit (Ad Vitam, TV-Serie, 6 Folgen)
- 2018: Chien bleu (Kurzfilm)
- 2019: L’échappée
- 2020: Verirrte Kugel (Balle perdue)
- 2022: Freiheit oder Tod (Vaincre ou mourir)

## Auszeichnungen
- 2015: Prix Premier Rendez-vous, Festival du Film de Cabourg, für La tête haute
- 2016: César als Bester Nachwuchsdarsteller für La tête haute
- 2016: Prix Lumières als Bester Nachwuchsdarsteller für La tête haute